# Dialectique de la nature
 (février 2025).
- Si vous ne connaissez pas le sujet, laissez ce bandeau (vous pouvez alors contacter les auteurs).
- Si vous supprimez le contenu mis en cause (vous pouvez préalablement contacter les auteurs),

argumentez précisément cette suppression dans la page de discussion
(un manque de référence n'est pas un argument ; une recherche réelle de référence doit avoir été effectuée, être formellement documentée).
Dialectique de la nature est un ouvrage inachevé de Friedrich Engels, non publié du vivant de l'auteur.
La correspondance de Marx et Engels montre que dès 1873, Engels projetait d'écrire un grand travail sur la dialectique dans la nature. La première idée d'Engels était de montrer, sous la forme d'une critique du matérialisme vulgaire (alors représenté par Ludwig Büchner) et sur la base de la science la plus moderne, la contradiction entre le mode de pensée métaphysique et le mode de pensée dialectique. En 1882, Engels semble avoir rassemblé toutes ses notes, mais la mort de Marx, en 1883, le force à abandonner son travail pour des tâches plus urgentes. 
Une première version, à partir de photocopies des manuscrits fut publiée en Union soviétique en 1925 en allemand et en russe. Cette version comportait cependant nombre d'erreurs.

## Philosophie et sciences de la nature
On peut considérer ce travail comme un ouvrage philosophique, malgré L'Idéologie allemande où Marx et Engels montrent les contradictions de la philosophie et "l’abandonne à sa propre critique". Engels a manifestement gardé un certain intérêt philosophique. En témoigne cet ouvrage mais aussi le fameux Feuerbach ou la fin de la philosophie classique allemande. L’intérêt de cette œuvre particulière est de nous montrer comment la philosophie, marxiste ici, se place par rapport à la science. Dans cet ouvrage, Engels fait preuve d’une véritable érudition scientifique. Dans nombre d’ouvrages, Engels, comme Marx, ont montré leur intérêt permanent pour l’évolution des sciences de la nature. La Dialectique de la nature se voulait être la somme de ces observations.
Engels reste cependant philosophe. Il utilise une méthode philosophique : la dialectique et la logique, héritée de Hegel, mais débarrassée de ses aspects idéalistes et absolus. Pour Engels, la dialectique n'est que le reflet du mode de développement même de la nature. Et il entend montrer que les sciences ne font que prouver cela, et elles-mêmes se développent ainsi.
La philosophie est ici montrée comme pouvant expliquer le développement des sciences. Elle est capable de réaliser une synthèse des différentes sciences et d’en montrer le développement. La théorie d’Engels se veut à l’avant-garde de toutes les conceptions scientifiques de son temps. Systématiquement, Engels soutient les théories les plus récentes (en particulier Mendeleïev, créateur du système périodique des éléments) et démasque « les partisans de l’ancien ». Ainsi, par exemple, à la différence du plus grand nombre de savants de son époque, Engels défend le point de vue de la complexité des atomes des éléments chimiques :
« Les atomes ne sont nullement quelque chose de simple, ils n’apparaissent pas comme les particules de matière les plus petites que nous connaissions. » Cette sensibilité à l'évolution des sciences est prolongée dans l'œuvre de Lénine qui affirmera dans Matérialisme et empiriocriticisme (1908) que "l'électron est aussi inépuisable que l'atome".